# L'Ordre
L'Ordre è un documentario del 1973 diretto da Jean-Daniel Pollet, girato interamente sull'isola greca di Spinalonga, dove a partire dal 1903 il governo recluse i lebbrosi del paese, considerati soggetti pericolosi e nocivi per la popolazione "sana".
Il film si basa sulle testimonianze dai lebbrosi del luogo e sul lavoro dell'etnografo svizzero Maurice Born, che studiò a lungo la vicenda della colonia. 

## Trama
Il documentario racconta come si svolgeva la vita nel lebbrosario di Spinalonga, un'isoletta vicino Creta, davanti alla baia di Plaka, a Lasithi, in funzione dal 1903 al 1957. Epaminondas Remoundakis (1914-1978), anziano greco consumato dalla lebbra e uno degli esclusi dalla comunità, narra la straziante storia della sua vita, passata per 36 anni sull'isola, davanti alle telecamere: amore, amicizia, solidarietà tra compagni e compagne di sofferenza, di tutte le età e valori comuni, qualunque fosse lo stato di avanzamento della malattia. Raimondakis lancia poi un durissimo monito alla società che li ha reclusi, poiché il loro dolore e la loro sofferenza non sono stati niente rispetto alla crudeltà dei "sani".